# Човјек кога треба убити
Човјек кога треба убити је југословенски филм из 1979. године. Режирао га је Вељко Булајић, а сценарио су писали Вељко Булајић и Бруно ди Ђеронимо.

## Улоге
| Глумац             | Улога                                  |
| ------------------ | -------------------------------------- |
| Звонимир Чрнко     | Фарфа, односно Шћепан Мали / цар Петар |
| Владимир Поповић   | Капетан Тановић                        |
| Ранко Ковачевић    | Ђакон                                  |
| Душица Жегарац     | Јустина                                |
| Нада Абрус         | Катарина II                            |
| Љубица Бараћ       | Домина у паклу                         |
| Боро Беговић       | Стражар-Граничар                       |
| Мирко Боман        | Архивар у паклу                        |
| Тања Бошковић      | Елфа                                   |
| Петар Добрић       | Поштар у паклу                         |
| Мато Ерговић       | Станко Паликарда-Елфин отац            |
| Нада Гаћешић       | Епилептичарка                          |
| Емил Глад          |                                        |
| Симе Јагаринац     |                                        |
| Зузана Коцурикова  | Зафира блудница                        |
| Хрвоје Ковачић     | Кепец у паклу                          |
| Ивица Кунеј        | Помоћник врховног сотоне               |
| Вељко Мандић       | Црногорац                              |
| Стево Матовић      |                                        |
| Владимир Медар     | Вијећник у паклу                       |
| Едо Перочевић      | Ђакон                                  |
| Драган Миливојевић | Реквизитер у паклу                     |
| Чарлс Мајло        | Агент првог реда                       |
| Антун Налис        |                                        |
| Ивица Пајер        | Руски Кнез                             |
| Зоран Покупец      | Камелек, Турчин из пакла               |
| Данило Попржен     |                                        |
| Владимир Пухало    | Поштарски писар у паклу                |
| Данило Радуловић   |                                        |
| Танасије Узуновић  | Врховни Сотона                         |
| Иво Вукчевић       |                                        |

## Награде
- Пула 79'[3][4][5]

1. Бронзана арена за режију
2. Сребрна арена за сценографију
3. Награда Импереxпорта (Трст) Бранку Иватовићу за 'најбољу употребу расвете'

- Ниш 79'[3]

Специјална диплома Нади Гачешић
- Сиџес 80' (Каталонски међународни филмски фестивал)[3][5][6]

1. Златни каранфил за режију

- Париски фестивал фантастике[3][5][7]

1. награда за режију